# 桑坦德湾
桑坦德湾（西班牙語：Bahía de Santander）是西班牙北部坎塔布里亚单省自治区的一处海湾，北邻大西洋。

## 简介
马格达莱纳半岛环抱着桑坦德湾。入口处是萨尔迪内罗海滩。在海滩上可以眺望到莫罗岛上的灯塔。
在过去的几个世纪里，海湾的地形经历了一些变化。为了扩建桑坦德港的工业区和住宅区，填海造陆行为导致了一些沼泽已经被抽干。进入21世纪后，相关环保组织已经开始通过实际行动，致力于恢复和保护这里的滨海生态系统。
桑坦德湾的鱼类有鯛（腋斑小鯛、赤鯛、尾斑重牙鯛、橫帶重牙鯛、項帶重牙鯛、金頭鯛），鮨（九帶鮨），海龍（寬吻海龍、尖海龙），歐洲鱸，沙真銀漢魚，鯔（粗唇龜鯔、鯔魚），鮻（金鮻、薄唇鮻、跳鮻），鱈（條長臀鱈、青鱈），隆頭魚（嬌扁隆頭魚、灰扁隆頭魚、羅氏扁隆頭魚、岩梳隆頭魚），雜斑盔魚，縱帶羊魚，淺紅副䲁，鰨（幾內亞大鼻鰨、砂棲大鼻鰨）和大菱鮃。